# Tyche (obwód charkowski)
Tyche (ukr. Тихе) – wieś na Ukrainie, w obwodzie charkowskim, w rejonie czuhujewskim, w hromadzie Wołczańsk. W 2001 liczyła 164 mieszkańców.